# Lymantria ganaha
Lymantria ganaha este o specie de molii din genul Lymantria, familia Lymantriidae, descrisă de Swinhoe 1903 Conform Catalogue of Life specia Lymantria ganaha nu are subspecii cunoscute.